# لانسينغ براون جونيور
لانسينغ براون جونيور (بالإنجليزية: Lansing Brown, Jr.)‏ هو مصور أمريكي، ولد في 24 أغسطس 1900، وتوفي في 16 فبراير 1962.